# Pitch Black Progress
Pitch Black Progress – drugi studyjny album szwedzkiego zespołu wykonującego melodic death metal, Scar Symmetry. Album został wydany w 2006 roku. Okładkę oraz szatę graficzną albumu zaprojektował i wykonał Anthony Clarkson.

## Lista utworów
1. "The Illusionist" - 4:31
2. "Slaves to the Subliminal" - 5:04
3. "Mind Machine" - 3:54
4. "Pitch Black Progress" - 3:26
5. "Calculate the Apocalypse" - 4:01
6. "Dreaming 24/7" - 4:11
7. "Abstracted" - 3:25
8. "The Kaleidoscopic God" - 7:09
9. "Retaliator" - 4:13
10. "Oscillation Point" - 4:04
11. "The Path of Least Resistance" - 4:29
12. "Carved in Stone" - 5:29
13. "Deviate from the Form" - 5:27

## Twórcy
- Christian Älvestam – śpiew
- Jonas Kjellgren – gitara
- Per Nilsson – gitara
- Kenneth Seil – gitara basowa
- Henrik Ohlsson – perkusja